# NSB 73

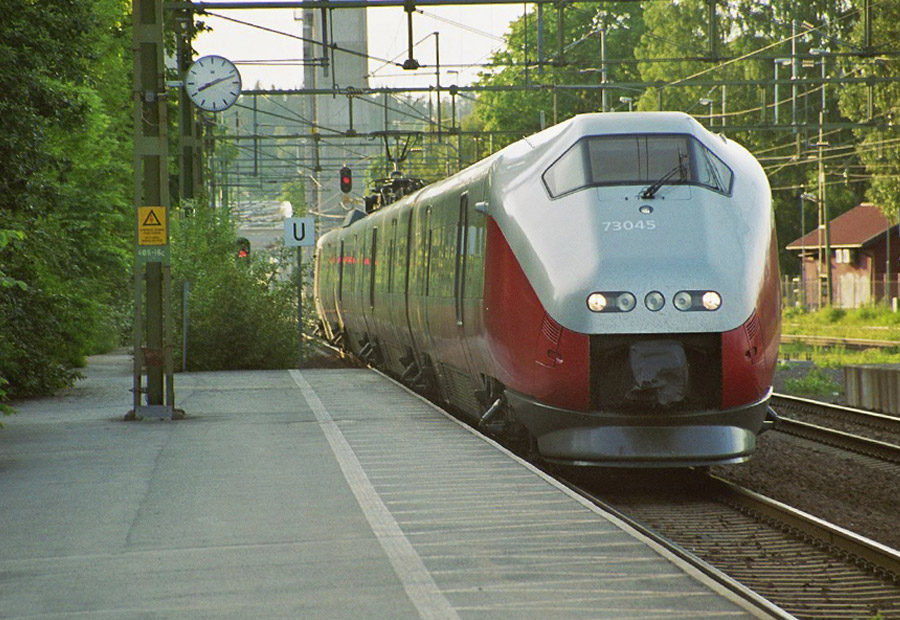
트롤헤탄으로 진입하는 B 계열 편성

NSB 73 전동차는 노르웨이에서 운행 중이 4량 고속 전동차이다. 장거리 지역 교통에 사용된다. 3량 편성 71 전동차와 기술적으로 유사하며, 틸팅 기능이 추가되었다. 과거 NSB 싱나투르라는 브랜드를 사용하였다.
초기형은 1997년부터 1998년까지 ADtranz 스트뢰멘에서 제작하였고, 첫 16편성은 쇠를란 선에 투입되었다. 현재 이 열차는 베르겐 선, 도브레 선, 쇠를란 선 등에서 운행 중이다. 최대 2중련까지 가능하며, 최고 속도도 높고 틸팅도 지원하여 기관차 견인 열차보다 빠르게 달릴 수 있으나 선로 사정으로 증속 운행은 거의 이루어지지 않는다. 오슬로-베르겐 사이의 운행 시간은 6시간 40분으로 크게 변하지 않았다.
승객 밀도가 높으며, 일부 좌석은 놀이방, 식당차 등으로 대체되었다. 더 짧은 외스트폴 선에도 사용되며, 일부 열차는 스웨덴 예테보리로 직통 운행한다.

## 역사
BM73은 오슬로 가르데르모엔 공항 연결편 및 장거리 서비스를 위한 틸팅 열차로 계획되었다. 스웨덴 철도에서는 X 2000 장거리 고속 서비스를 위하여 X2 43편성을 제작하였으며, 1993년 3월 12일 란스피오르 선에서 X2 시험 운행을 하였다. 이후 NSB 가르데르모바넨 AS에서는 1995년 가르데르모 선을 위하여 16편성을 주문하였다.
1996년 X2 열차가 노르웨이에서 시험 운행을 하였고, 쇠를란 선의 정규 열차로 편입되었다. 이를 기반으로 하여, NSB에서는 1997년 3월 5일 BM73 16편성을 주문하였다.
1999년 11월 1일 쇠를란 선, 2000년 1월 9일 도브레 선, 같은 해 말 베르겐 선에 투입되었다. 싱나투르 브랜드를 초반에 사용하였으나, 이후 조용히 퇴역하였다. 2007년부터는 다른 열차처럼 빨간색과 은색으로 재도장 작업을 진행하고 있다.
1999년 12월 15일 B 계열 6편성을 주문하였다. 기술적으로는 A 계열과 유사하지만, 좌석 수가 더 많고 내장재 구성이 다르다. B 계열은 2001년부터 2002년까지 반입되었으며, 외스트폴 선에서 NSB 아젠다 서비스로로 투입되었다. 도입 당시 색상이 달랐기 때문에 A 계열 재도색 작업 이전에는 색상으로 쉽게 구분할 수 있었다.

## 기술 사양
X2와 비슷하지만, BM73에는 기관차가 없고 각 량에 동력 대차가 장착되었다. 전두부 형상도 다르며, 편성 길이를 조정할 수 없다. 그 대신 중련 운행을 통하여 4량이나 8량 편성으로 운행할 수 있다. 도브레 선이나 베르겐 선에서 중련 운행을 볼 수 있다.
허용 최고 속도는 시속 210km이지만, 가르데르모 선 이외 구간에서는 이 속도를 내지 않는다. 다른 모든 구간에서는 시속 160km까지만 낼 수 있으며, 대개 이보다 더 느리다. 축과 관련된 사고 때문에 한동안 시속 160km으로 제한되어 있었다.

## 사고
- 초기에 차축 문제가 심각하였고, 가장 큰 문제는 차축 균열이었다. 2000년 6월 10일 넬라우그 역에서 차축이 깨져서 탈선하였다. 열차 운행 속도가 느려서 인명 피해는 적었지만, 열차는 보수가 필요하였다. 이 때문에 NSB의 당시 CEO 오스문 웰란이 사임하였으며, 2002년과 2003년 봄바르디어에서 새 차축으로 교체하였다.[1]

- 2007년 2월 21일 베르겐 선의 미르달과 할링스케이 역에서 BM73 중련 편성이 운행하는 중 눈사태로 유실된 선로로 진입하여 탈선하였다. 이 사고로 객차 2량이 파손되었다. 기관사가 충분히 감속하여 큰 사고는 막았지만, 이 사고 이후로 기후 조건을 제대로 버틸 수 있는지 의문이 제기되었다.[2] BM73의 중량은 가벼우며, 전두부에 눈 치움 장치가 설치되어 있지 않다. 이전에도 눈에 갇히는 사고가 있어서 예른반베르케트에서는 BM73의 악천후 대비에 대하여 우려하였다.[3]